# Escala de somnolència d'Epworth
El Qüestionari de somnolència d'Epworth o Escala de somnolència d'Epworth és una escala destinada a mesurar la somnolència diürna que es mesura mitjançant l'ús d'un qüestionari breu. Això pot ser útil en el diagnòstic dels trastorns del son. Va ser introduït en 1991 pel Dr. Murray Johns de l'Hospital Epworth de Melbourne, Austràlia.

## El qüestionari
El qüestionari, demana al subjecte que digui la seva probabilitat de quedar-se dormit en una escala d'augment de probabilitat de 0 a 3 durant vuit situacions diferents que la majoria de les persones s'involucren en durant la seva vida quotidiana, encara que no necessàriament tots els dies:
- 0. mai m’adormiria.
- 1. és poc probable que m’adormi.
- 2. és possible que m’adormi.
- 3. hi ha moltes possibilitats d'adormir-me.

Situacions
1. Assegut llegint.
2. Mirant la televisió.
3. Assegut en un lloc públic.
4. Com a passatger en un cotxe durant 1 hora.
5. Descansant estirat a la tarda.
6. Assegut parlant amb algú.
7. Assegut després de dinar, sense beure alcohol.
8. Al cotxe, en aturar-vos a un semàfor.

El qüestionari ha estat validat pel castellà, com que els estils de vida i camps semàntics són similars entre el castellà i el català, actualment s'utilitzen traduccions del castellà per la versió catalana.

## Valoració
Se suma la puntuació de les 8 situacions per obtenir un nombre total:
- De 0 a 9/10 és considerat normal.[4]
- De 10/11 a 24 indica que s'haurà de referir el pacient a un especialista, per possibilitat d'apnea del son i els valors més alts per la de narcolèpsia.

Si bé amb els marges anteriors hi ha una sensibilitat del 60% i una especificitat del 82%, la sensibilitat del 60% ens indicarà que hi ha un 40% dels pacients amb un trastorn del son tindran un valor dins de la normalitat. Altres estudis indiquen la limitació per si sol d'aquest qüestionari per a establir uns valors de normalitat.